# Vesuvio Cafe

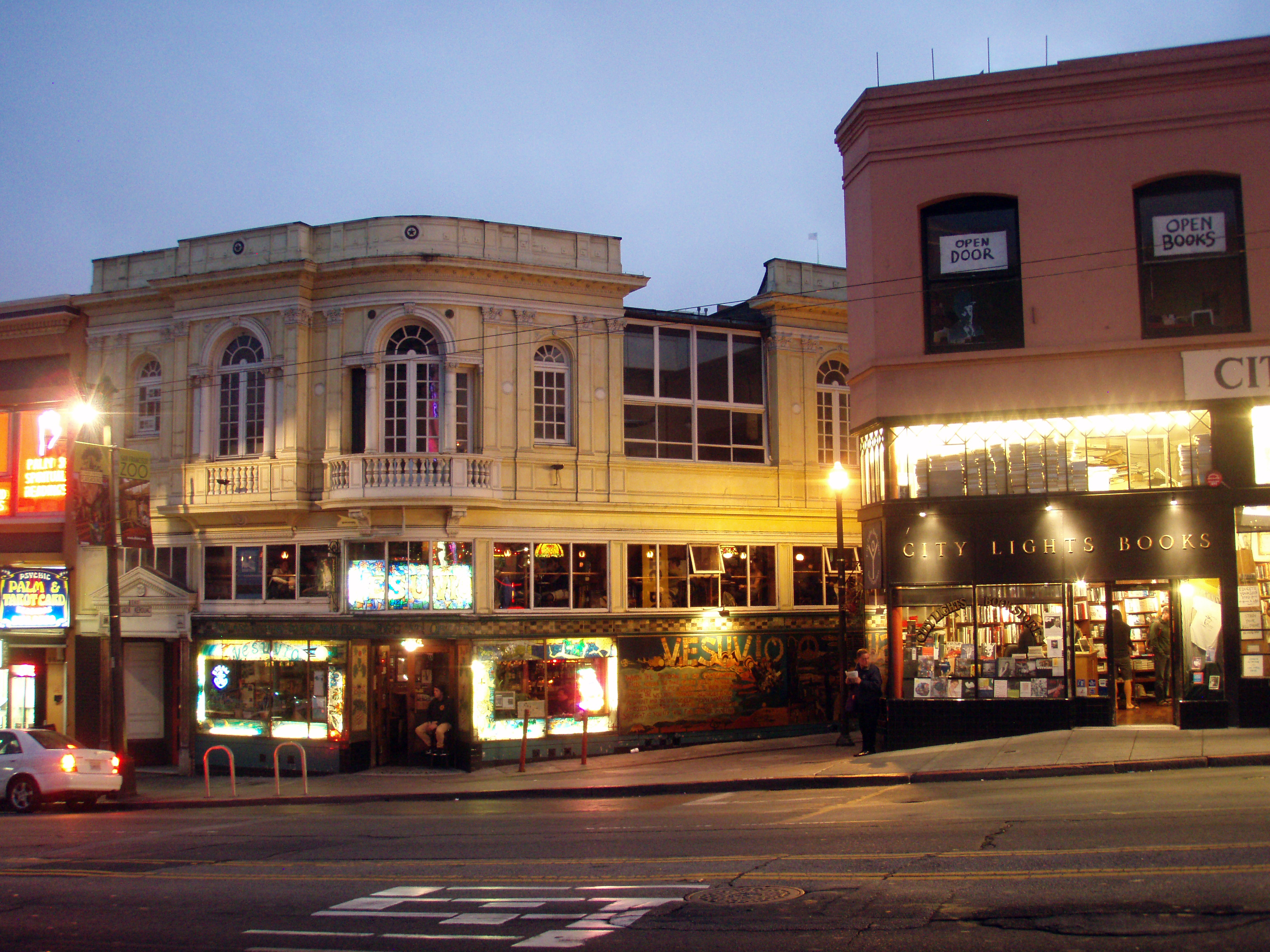
Vesuvio Cafe i llibreria City Lights Bookstore

El Vesuvio Cafe és un bar històric situat a San Francisco, Califòrnia (Estats Units). Es troba al número 255 de Columbus Avenue, davant d’un carreró que el separa de la llibreria City Lights Bookstore. L’edifici va ser dissenyat i construït l’any 1913 per l’arquitecte italià Italo Zanolini, i reformat l’any 1918.

## Història
El bar va ser fundat l’any 1948 per Henri Lenoir, i fou un lloc freqüentat per diverses figures emblemàtiques de la Generació Beat, com ara Jack Kerouac, Allen Ginsberg, Lawrence Ferlinghetti i Neal Cassady.
L’antic copropietari i gerent emèrit Leo Riegler va morir l’any 2017.
El carreró que comparteix amb la llibreria City Lights, anomenat originalment “Adler”, fou rebatejat l’any 1988 com a “Jack Kerouac Alley”. L’any 2007 es va rehabilitar i esdevingué una zona exclusivament per a vianants.